# Матюшенко Михайло Юрійович
Михайло Юрійович Матюшенко (позивний — Дід; 8 січня 1961, м. Харків — 26 червня 2022, над Чорним морем, Україна) — український підприємець та управлінець, військовослужбовець, пілот військової та цивільної авіації, полковник та командир 40 БрТА Повітряних сил Збройних сил України, учасник російсько-української війни. Герой України (2023, посмертно).

## Життєпис
Михайло Матюшенко народився 8 січня 1961 року в місті Харків.
В юності займався плаванням, здобув звання майстра спорту, був дитячим тренером.
Закінчив Харківське вище військове училище льотчиків імені Грицевця з відзнакою, а також заочно — московську Військово-повітряну академію імені Гагаріна.
До 1991 року проходив військову службу в СРСР.
Після розпаду СРСР свідомо вирішив служити Україні. Потім звільнився з військової служби і працював у комерційних структурах, які були пов'язані з цивільною авіацією.
У 2000-х роках очолював одну з київських авіакомпаній.
2014 року він як волонтер їздив на схід.
Згодом став льотчиком-інструктором в одній з військових авіаційних бригад України.
2018 року звільняється зі служби й очолює комерційне підприємство, що працювало в галузі сільськогосподарської авіації, а трохи пізніше — пасажирських перевезень. Керував багатьма типами військових та цивільних літаків.
Очолював громадське формування з охорони правопорядку «Щит» у Бучанській громаді.
У березні 2022 року повернувся до лав ЗСУ.
Командував 40-ю бригадою тактичної авіації, яку називали «Привид Києва».
Коли він дізнався про безповоротні втрати підготовлених екіпажів бомбардувальників, ухвалив рішення посилити південний та східний фронти. Замість одномісного винищувача МіГ-29 пересів і почав опановувати двомісний бомбардувальник Су-24.
Загинув вранці 26 червня 2022 року в небі над Чорним морем біля острова Зміїний після вдало виконаного бойового завдання. Тіло знайшли в Болгарії. Ймовірно, український Су-24М був підбитий зенітним ракетно-гарматним комплексом «Панцир-С1». Разом із ним загинув майор Юрій Красильніков, тіло станом на листопад 2023 року досі не знайдене.
Похований 3 жовтня 2022 року на Алеї Героїв в місті Буча.

## Нагороди
- звання Герой України з удостоєнням ордена «Золота Зірка» (2023, посмертно)[12].

## Вшанування пам'яті
- 12 квітня 2023 року в місті Бучі вулицю Воїнів-інтернаціоналістів перейменували на вулицю Михайла Матюшенка[13].

## Дивіться також
- Список українських спортсменів, тренерів і функціонерів, що загинули під час Революції гідності чи внаслідок російської агресії в Україні